# Demiurgo (magistrado)
Un demiurgo (forma latinizada del griego antiguo: δημιουργός, dēmiourgós, plural, δημιουργοί, literalmente 'trabajador público o calificado, trabajador para la gente', de dēmos 'gente común' + ergos 'trabajo') era un magistrado de la Antigua Grecia que poseía un poder ejecutivo.
Existen discrepancias en cuanto a su extensión por el área dórica o si era por el Peloponeso. De hecho, hay constancia en Elis y en Mantinea. Sin embargo, había diferencias entre estas dos ciudades: mientras que en Mantinea los magistrados eran llamados οἱ δημιουργοὶ καὶ ἡ βουλή (transliterado: hoi demiurgòi kài he boulé, es decir, "los demiurgos y la boulé"), en Elis eran  οἱ δ. καὶ οἱ τὰ τέλη ἔχοντες καὶ οἱ ἑξακόσιοι (transliterado: hoi demiurgòi kài hoi tà téle échontes kài hoi hexakósioi, es decir, "los demiurgos y los magistrados y los Seiscientos"). El establecimiento de esta magistratura en Elis ocurrió después del derrocamiento de la oligarquía, en una fase de semidemocracia antes del advenimiento de la propia democracia real.
Además, los demiurgos también estaban presentes en la Liga aquea, donde apoyaban a los estrategas. En Corinto también existían funcionarios llamados epidemiurgi que fueron enviados para gestionar el gobierno de su colonia en Potidea.